# Czedżu (miasto)
Czedżu (kor. 제주시) – miasto w Korei Południowej, stolica prowincji Czedżu, na wyspie Czedżu. W 2015 miasto zamieszkiwało 469 279 osób.

## Podział administracyjny
Czedżu składa się z 16 osiedli (dong):
- Ara-dong
- Dodu-dong
- Geonip-dong
- Ido 1-dong
- Ido 2-dong
- Iho-dong
- Ildo 1-dong
- Ildo 2-dong
- Nohyeong-dong
- Oedo-dong
- Ora-dong
- Samdo 1-dong
- Samdo 2-dong
- Yeon-dong
- Yongdam 1-dong
- Yongdam 2-dong.

## Gospodarka
Przemysł włókienniczy i spożywczy. Ośrodek handlowy i usługowy regionu sadownictwa. Na wyspie znajduje się międzynarodowy Port lotniczy Czedżu, który obsługuje połączenia z kontynentalną Koreą, Chinami, Japonią i Hongkongiem. Ze względu na nagromadzenie licznych kasyn i domów gry miasto odwiedza corocznie 4 miliony turystów, głównie z Japonii i kontynentalnej części Korei Południowej.

## Siostrzane miasta
- Wakayama, prefektura Wakayama
- Beppu, prefektura Oita
- Szanghaj
- Guilin, region autonomiczny Guangxi
- Yangzhou, prowincja Jiangsu
- Kunshan, prowincja Jiangsu
- Las Vegas, Nevada
- Rouen, Francja

## Inne
W mieście znajduje się przeznaczona do koszykówki hala sportowa zwana Halla Arena.
Siedziba rzymskokatolickiej diecezji.